# Christian zu Stolberg-Stolberg
Christian zu Stolberg-Stolberg (Amburgo, 15 ottobre 1748 – Windeby, 18 gennaio 1821) è stato un poeta tedesco.

## Biografia
Nacque ad Amburgo, divenne un magistrato a Tremsbüttel in Holstein nel 1777. Dei due fratelli Frederick fu indubbiamente il più talentuoso.
Pubblicarono insieme un volume di poesie, Gedichte (a cura di H. C. Boie, 1779); Schauspiele mit Chören (1787), il loro oggetto in quest'ultimo lavoro è quello di far rivivere un amore per il dramma greco; e una raccolta di poesie patriottiche Vaterländische Gedichte (1815).
Anche il figlio Federico Leopoldo di Stolberg-Stolberg fu poeta e traduttore.

## Ascendenza
|                                                 |                                                |                                                 | Genitori                                           |  |  | Nonni |  |  | Bisnonni                                       |  |  | Trisnonni                                    |  |
|                                                 |                                                |                                                 |                                                    |  |  |       |  |  | Cristiano Ludovico, conte di Stolberg-Stolberg |  |  | Giovanni Martino, conte di Stolberg-Stolberg |  |
|                                                 |                                                |                                                 |                                                    |  |  |       |  |  | Cristiano Ludovico, conte di Stolberg-Stolberg |  |  | Giovanni Martino, conte di Stolberg-Stolberg |  |
|                                                 |                                                | Agnese Elisabetta di Barby-Mühlingen            |                                                    |  |  |       |  |  | Cristiano Ludovico, conte di Stolberg-Stolberg |  |  |                                              |  |
| Cristoforo Federico, conte di Stolberg-Stolberg |                                                |                                                 |                                                    |  |  |       |  |  | Cristiano Ludovico, conte di Stolberg-Stolberg |  |  |                                              |  |
|                                                 |                                                | Luisa Cristina d'Assia-Darmstadt                | Giorgio II, langravio d'Assia-Darmstadt            |  |  |       |  |  |                                                |  |  |                                              |  |
|                                                 |                                                | Luisa Cristina d'Assia-Darmstadt                | Giorgio II, langravio d'Assia-Darmstadt            |  |  |       |  |  |                                                |  |  |                                              |  |
|                                                 |                                                | Luisa Cristina d'Assia-Darmstadt                | Sofia Eleonora di Sassonia                         |  |  |       |  |  |                                                |  |  |                                              |  |
| Cristiano Günther, conte di Stolberg-Stolberg   |                                                | Luisa Cristina d'Assia-Darmstadt                |                                                    |  |  |       |  |  |                                                |  |  |                                              |  |
|                                                 |                                                | Sigismondo Enrico, barone di Bibran-Modlau      | Enrico, barone di Bibran-Modlau                    |  |  |       |  |  |                                                |  |  |                                              |  |
|                                                 |                                                | Sigismondo Enrico, barone di Bibran-Modlau      | Enrico, barone di Bibran-Modlau                    |  |  |       |  |  |                                                |  |  |                                              |  |
|                                                 |                                                | Sigismondo Enrico, barone di Bibran-Modlau      | Elena di Stosch                                    |  |  |       |  |  |                                                |  |  |                                              |  |
| Enrichetta di Bibran-Modlau                     |                                                | Sigismondo Enrico, barone di Bibran-Modlau      |                                                    |  |  |       |  |  |                                                |  |  |                                              |  |
|                                                 |                                                | Maria Caterina di Czettritz-Neuhaus             | Enrico di Czettritz-Neuhaus                        |  |  |       |  |  |                                                |  |  |                                              |  |
|                                                 |                                                | Maria Caterina di Czettritz-Neuhaus             | Enrico di Czettritz-Neuhaus                        |  |  |       |  |  |                                                |  |  |                                              |  |
|                                                 |                                                | Maria Caterina di Czettritz-Neuhaus             | Maria Rosina di Hohberg                            |  |  |       |  |  |                                                |  |  |                                              |  |
| Cristiano, conte di Stolberg-Stolberg           |                                                | Maria Caterina di Czettritz-Neuhaus             |                                                    |  |  |       |  |  |                                                |  |  |                                              |  |
|                                                 | Volfango Teodorico, conte di Castell-Remlingen | Volfango Giorgio I, conte di Castell-Remlingen  |                                                    |  |  |       |  |  |                                                |  |  |                                              |  |
|                                                 | Volfango Teodorico, conte di Castell-Remlingen | Volfango Giorgio I, conte di Castell-Remlingen  |                                                    |  |  |       |  |  |                                                |  |  |                                              |  |
|                                                 | Volfango Teodorico, conte di Castell-Remlingen | Sofia Giuliana di Hohenlohe-Pfedelbach          |                                                    |  |  |       |  |  |                                                |  |  |                                              |  |
| Carlo Federico, conte di Castell-Remlingen      | Volfango Teodorico, conte di Castell-Remlingen |                                                 |                                                    |  |  |       |  |  |                                                |  |  |                                              |  |
|                                                 |                                                | Elisabetta Dorotea di Limpurg-Obersontheim      | Ludovico Casimiro, signore di Limpurg-Obersontheim |  |  |       |  |  |                                                |  |  |                                              |  |
|                                                 |                                                | Elisabetta Dorotea di Limpurg-Obersontheim      | Ludovico Casimiro, signore di Limpurg-Obersontheim |  |  |       |  |  |                                                |  |  |                                              |  |
|                                                 |                                                | Elisabetta Dorotea di Limpurg-Obersontheim      | Dorotea Maria di Hohenlohe-Waldenburg-Pfedelbach   |  |  |       |  |  |                                                |  |  |                                              |  |
| Cristiana di Castell-Remlingen                  |                                                | Elisabetta Dorotea di Limpurg-Obersontheim      |                                                    |  |  |       |  |  |                                                |  |  |                                              |  |
|                                                 |                                                | Giovanni Federico, conte di Castell-Rüdenhausen | Filippo Goffredo, conte di Castell-Rüdenhausen     |  |  |       |  |  |                                                |  |  |                                              |  |
|                                                 |                                                | Giovanni Federico, conte di Castell-Rüdenhausen | Filippo Goffredo, conte di Castell-Rüdenhausen     |  |  |       |  |  |                                                |  |  |                                              |  |
|                                                 |                                                | Giovanni Federico, conte di Castell-Rüdenhausen | Anna Sibilla Florentina di Salm-Dhaun              |  |  |       |  |  |                                                |  |  |                                              |  |
| Federica Eleonora di Castell-Rüdenhausen        |                                                | Giovanni Federico, conte di Castell-Rüdenhausen |                                                    |  |  |       |  |  |                                                |  |  |                                              |  |
|                                                 |                                                | Caterina Edvige di Rantzau-Breitenburg          | Cristiano Detlev, conte di Rantzau-Breitenburg     |  |  |       |  |  |                                                |  |  |                                              |  |
|                                                 |                                                | Caterina Edvige di Rantzau-Breitenburg          | Cristiano Detlev, conte di Rantzau-Breitenburg     |  |  |       |  |  |                                                |  |  |                                              |  |
|                                                 |                                                | Caterina Edvige di Rantzau-Breitenburg          | Caterina Edvige di Brockdorff                      |  |  |       |  |  |                                                |  |  |                                              |  |
|                                                 |                                                | Caterina Edvige di Rantzau-Breitenburg          |                                                    |  |  |       |  |  |                                                |  |  |                                              |  |